# Ovibeja
A Ovibeja é uma feira agrícola, realizada de forma anual na cidade de Beja, no Sul de Portugal.

## Descrição

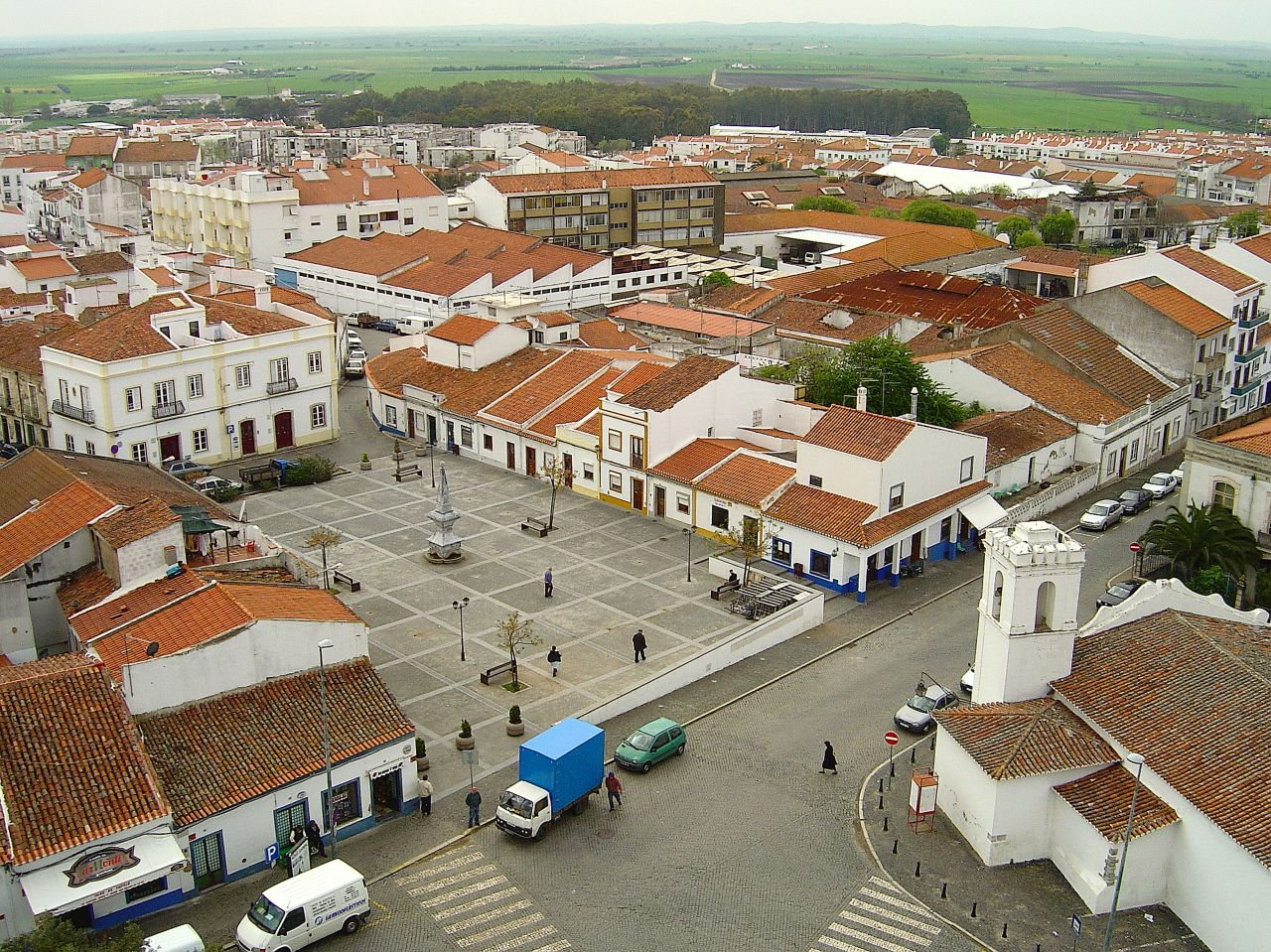
Cidade de Beja.

A Ovibeja é realizada no Parque de Feiras e Exposições de Beja, com uma periodicidade anual, normalmente nos meses de Abril a Maio. É organizada pela ACOS – Associação de Agricultores do Sul.
A sua finalidade principal é a promoção e divulgação da cultura e da economia do Alentejo, sendo considerada como um importante motor do desenvolvimento da região, tanto do ponto vista económico como social.

## História
A Ovibeja iniciou-se em 1984, consistindo então apenas numa exposição de ovinos durante a Feira da Primavera. Foi fundada pela Associação de Criadores de Ovinos do Sul, que desta forma responder aos desafios que a sociedade e a economia agrícolas estavam a sofrer na altura. O seu principal promotor foi Manuel de Castro e Brito, que foi presidente da Associação e da comissão organizadora deste evento. Ao longo das suas várias edições, a feira foi-se desenvolvendo, atingindo uma grande importância não só em território nacional mas também no estrangeiro, pelo que nos princípios da década de 1990 passou a designar-se de Expo-Internacional. Posteriormente, voltou a denominar-se apenas de Ovibeja, de forma a diferenciar-se de outros eventos deste tipo.
Em 2012, a Associação de Criadores de Ovinos do Sul mudou a sua denominação para ACOS – Agricultores do Sul.